# Hélène Antipoff
Hélène Antipoff (Grodno (Biélorussie), 25 mars 1892 — Ibirité (Minas Gerais - Brésil), 9 août 1974) est une psychologue et pédagogue brésilienne d'origine russe.
Après avoir suivi une formation universitaire en Russie, à Paris puis à l'institut Jean-Jacques Rousseau à Genève, elle se fixa au Brésil à partir de 1929, à l'invitation du gouvernement de l'État du Minas Gerais, dans le contexte de la concrétisation de la réforme de l'enseignement connue comme la Reforma Francisco Campos-Mário Casassanta. Son travail au Brésil est continué par la Fundação Helena Antipoff.

## Sources
- (pt) Cet article est partiellement ou en totalité issu de l’article de Wikipédia en portugais intitulé « Helena_Antipoff » (voir la liste des auteurs).